# Tellúr-monoxid
A tellúr-monoxid csak átmenetileg létező kétatomos molekula. A korábbi, a szilárd TeO létezését leíró munkákat nem tudták megerősíteni. A DVD-kben található úgynevezett tellúr-szuboxid réteg tellúr-dioxid és fém tellúr keveréke lehet.

## Felfedezése
Elsőként 1883-ban számolt be róla E. Divers és M. Shimose. Feltehetően tellúr-szulfoxid vákuumban történő hőbomlásával állították elő. 1913 felfedezték, hogy reagál a hidrogén-kloriddal. Későbbi munkák nem erősítették meg, hogy tiszta szilárd anyagról lenne szó. 1984-ben a Panasonic már „tellúr-szuboxid” (ez valójában Te és TeO2 keveréke) alapú törölhető optikai lemezen dolgozott.

## Fordítás
Ez a szócikk részben vagy egészben  a   Tellurium monoxide című angol Wikipédia-szócikk ezen változatának fordításán alapul.  Az eredeti cikk szerkesztőit annak laptörténete sorolja fel. Ez a jelzés csupán a megfogalmazás eredetét és a szerzői jogokat jelzi, nem szolgál a cikkben szereplő információk forrásmegjelöléseként.